# Jazz Raga
| Recensione | Giudizio |
| ---------- | -------- |
| AllMusic   | [ 1 ]    |

Jazz Raga è un album discografico di Gabor Szabo, pubblicato dalla casa discografica Impulse! Records nel gennaio del 1967.

## Tracce
Lato A
1. Walking on Nails – 2:46 (Gabor Szabo) – Registrato il 17 agosto 1966
2. Mizrab – 3:32 (Gabor Szabo) – Registrato il 17 agosto 1966
3. Search for Nirvana – 2:07 (Alicia Szabo, Gabor Szabo) – Registrato il 17 agosto 1966
4. Krishna – 3:11 (Gabor Szabo) – Registrato il 4 agosto 1966
5. Raga Doll – 3:42 (Gary McFarland) – Registrato il 17 agosto 1966
6. Comin' Back – 1:55 (Clyde Otis, Gabor Szabo) – Registrato il 4 agosto 1966

Lato B
1. Paint It Black – 4:40 (Mick Jagger, Keith Richards) – Registrato il 17 agosto 1966
2. Sophisticated Wheels – 3:52 (Gabor Szabo) – Registrato il 4 agosto 1966
3. Ravi – 2:59 (Gabor Szabo) – Registrato il 17 agosto 1966
4. Caravan – 2:58 (Irving Mills, Juan Tizol, Duke Ellington) – Registrato il 4 agosto 1966
5. Summertime – 2:28 (DuBose Heyward, George Gershwin) – Registrato il 4 agosto 1966

## Musicisti
Walking on Nails / Mizrab / Search for Nirvana / Raga Doll / Paint It Black / Ravi
- Gabor Szabo - chitarra, sitar
- Bob Bushnell - chitarra fender
- Johnny Gregg - basso
- Bernard Pretty Purdie - batteria

Krishna / Comin' Back / Sophisticated Wheels / Caravan / Summertime
- Gabor Szabo - chitarra, sitar
- Johnny Gregg - basso
- Bernard Pretty Purdie - batteria

Note aggiuntive
- Bob Thiele - produttore
- Registrato il 4 e 17 agosto 1966 al Van Gelder Studio di Englewood Cliffs, New Jersey, Stati Uniti
- Rudy Van Gelder - ingegnere delle registrazioni
- Robert Flynn / Viceroy - design copertina album
- Charles Shabacon - fotografia copertina frontale album
- Gabor Szabo - illustrazione copertina frontale album
- Charles Stewart - fotografie retrocopertina e interno copertina album
- Joe Lebow - design interno copertina album
- Nat Hentoff - note interno copertina album[4]